# Jérémie Maurouard

a Compétitions nationales et continentales officielles uniquement.

Dernière mise à jour le 28 mars 2025.
Jérémie Maurouard, né le 23 septembre 1992 à Mont-Saint-Aignan (Seine-Maritime), est un joueur français de rugby à XV jouant au poste de talonneur.

## Biographie
Jérémie Maurouard est issu du centre de formation du Racing Métro 92 qu'il intègre en 2010. Il remporte le championnat de France espoirs élite en 2015 avec le Racing.
Il fait ses débuts professionnels lors de la saison de Top 14 2013-2014 avec son club formateur. En deux saisons avec le Racing, il dispute 18 matchs de Top 14 et 5 de Coupe d'Europe.
En mai 2015, il s'engage pour deux saisons avec l'US Oyonnax. Il était sous contrat espoir avec le Racing, avec ce nouveau contrat, il passe professionnel. En une saison, il dispute 21 matchs de Top 14 et 6 matchs de Coupe d'Europe.
En mars 2016, il s'engage pour trois saisons avec le Stade rochelais à partir de la saison 2016-2017 de Top 14. Il joue son premier match de championnat avec le Stade rochelais le 20 août 2016 face à l'ASM Clermont. En deux saisons avec le club charentais, il dispute 35 matchs de Top 14 et inscrit 5 essais, ainsi que 7 matchs de Challenge européen. Il est libéré par le Stade rochelais à l'issue de la saison 2017-2018 à un an de la fin de son contrat.
En mai 2018, il s'engage donc libre avec le Lyon OU pour un contrat de trois saisons. Durant ces trois saisons, il dispute 38 matchs de Top 14 et 13 matchs de Coupe d'Europe.
En fin de contrat avec le LOU en 2021, il s'engage à partir de la saison suivante avec le Montpellier HR.
Après deux saisons à Montpellier, il rejoint l'USA Perpignan en tant que joker Coupe du monde, au début de la saison 2023-2024. Il termine ensuite la saison avec Rouen en Pro D2.
Il quitte le club normand en juin 2024, après sa relégation en Nationale, et s'engage pour deux saisons avec l'US Montauban.

## Palmarès
- Racing Métro 92
  - Vainqueur du Championnat de France espoirs élite en 2015.
- Montpellier HR
  - Vainqueur du Championnat de France en 2022.
- US Montauban
  - Vainqueur du Championnat de France de 2e division en 2025.